# 美军洗劫多佛港
美军洗劫多佛港（Raid on Port Dover）是1812年战争期间美军越过伊利湖，夺取並摧毁安大略省多佛港的粮食库存，同時還摧毁多佛港的面粉厂，这些面粉厂为驻扎在尼亞加拉半島的英军提供面粉。在没有得到上级或美国政府的批准的情况下，约翰·B·坎贝尔中校唆使士兵摧毁了多佛港當地的私人房屋和其他财产，促使英国方面在其他战场上對美國展開报复。在一定程度上，当年晚些时候發生的华盛顿大火就是英國人對美军洗劫多佛港的報復。